# Louise Cowan

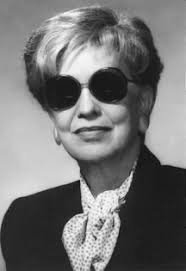
Louise Cowan

Mary Louise Cowan (geborene Shillingburg * 22. Dezember 1916; † 16. November 2015) war eine amerikanische Literaturkritikerin und Professorin an der University of Dallas. Sie war Ehefrau des Physikers und Präsidenten der University of Dallas, Donald Cowan.

## Ausbildung und Lehrtätigkeit
Sie promovierte 1953 an der Vanderbilt University. Sie lehrte an der Texas Christian University und am Thomas More College of Liberal Arts. Den Großteil ihres Wirkens widmete sie dem Aufbau von der University of Dallas.

## Einfluss
Als Mentorin und Freundin vieler Würdenträger von Dallas und als eine der führenden Intellektuellen der Stadt Dallas war sie eine prominente Persönlichkeit der Gesellschaft im Dallas-Fort-Worth Metroplex.
Cowan war einflussreich bei der Förderung der freien Künste und bei der Gestaltung von Kernlehrplänen für mehrere Universitäten mit freien Künsten. Die Komiktheorie war eines ihrer lebenslangen Interessen. In Studien über den amerikanischen Süden war sie eine einflussreiche Kritikerin von William Faulkner, der Fugitive Group und anderen Südstaaten-Schriftstellern. Als Doktorandin von Donald Davidson an der Vanderbilt University war sie mit den Mitgliedern der Southern Agrarians befreundet und galt als kritische Fortsetzerin dieser Schule.
1991 wurde sie mit dem Frankel-Preis ausgezeichnet. Sie starb am 16. November 2015 im Alter von 98 Jahren.

## Bücher
- The Fugitive Group: A Literary History (1959)
- The Southern Critics: An Introduction to the Criticism of John Crowe Ransom, Allen Tate, Donald Davidson, Robert Penn Warren, Cleanth Brooks, and Andrew Lytle (1971)
- The Terrain of Comedy (edited and introduced) (1983)
- Classic Texts and the Nature of Authority: An Account of a Principals’ Institute Conducted by the Dallas Institute of Humanities and Culture (hg. zusammen mit Donald Cowan, 1993)
- Invitation to the Classics (hg. zusammen mit Os Guinness) (1998)[6]